# Obra viva

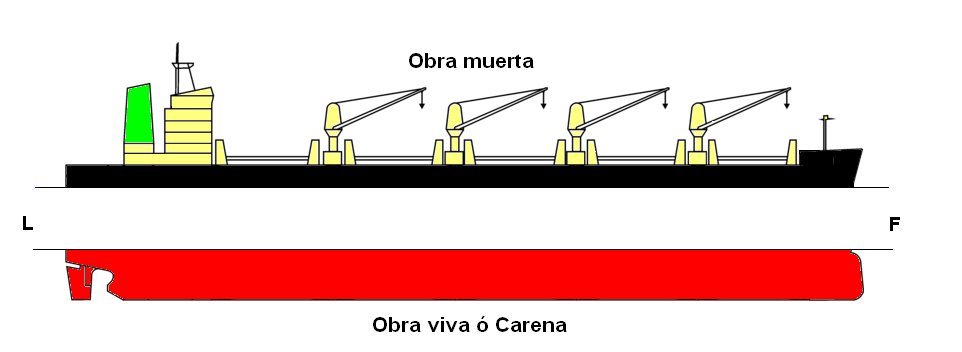
Obra viva y obra muerta de un buque mercante

En náutica, la obra viva (vivo, fondos, vientre de la nave, ant. carena) de un buque, es la parte del casco sumergida en el agua. (fr. Carene; ing. Careen; it. Carena).
Es la parte del casco que, de forma permanente y con la máxima carga admisible, está sumergida. Habitualmente, se distingue con un color rojo u ocre.[cita requerida]